# 吞鰩
吞鰩（學名：Gurgesiella dorsalifera），為軟骨魚綱鰩目吞鰩科吞鰩屬的一種，被IUCN列為易危保育類動物，分布於西南大西洋巴西里約熱內盧至南大河州海域，深度470至880公尺，體長可達53公分，棲息在深海海域，為底棲性魚類，屬肉食性，卵生，卵囊有上有堅硬角狀突起，生活習性不明。